# باشگاه فوتبال تولوز
باشگاه فوتبال تولوز (به فرانسوی: Toulouse Football Club) یک باشگاه فوتبال در شهر تولوز می‌باشد که در لیگ ۱ فرانسه بازی می‌کند.
این باشگاه در سال ۱۹۳۷ تأسیس شده‌است.

## افتخارات
- لیگ ۲: ۸۲–۱۹۸۱، ۰۳–۲۰۰۲، ۲۲–۲۰۲۱
- جام حذفی فوتبال فرانسه: ۲۳–۲۰۲۲